# La Torre (Sant Jordi Desvalls)
La Torre és una obra de Sant Jordi Desvalls (Gironès) inclosa a l'Inventari del Patrimoni Arquitectònic de Catalunya.

## Descripció
És un edifici entre mitgeres de planta quadrada. Tot i haver estat una torre, actualment gairebé no es veu, ja que la part més alta ha desaparegut i ara quasi no sobresurt de la resta de les teulades. La façana principal conserva una arcada antiga, portal dovellat i finestres de l'època. Els elements arquitectònics més antics romanen a la part posterior. A l'interior encara es conserva una gran arcada gòtica apuntada que delimita tot l'espai quadrangular, del qual arrencava l'escala per pujar a la torre, de la qual no se'n conserva res. L'espai ha estat condicionat com una part més de l'habitació.

## Història
És un antic casal on es troba la torre que li donà el nom inicial. Havia estat propietat del molt Il·lustre Capítol de la Seu de Girona, i un document datat el 16 de maig de 1628 diu així: "… de temps antich, é immemorial te y posseheix una heretat ó Mas situat en lo dit veynat de sobiranigas, ab sas terras, honors i possessions, vulgarment dita la torre ó honor de Subiranigas…" Sembla que aquí es cobraven els delmes. Actualment la torre ha estat desmembrada en tres cases que formen tres propietats. La que engloba la Torre, la més antiga, ha quedat annexada al mas Savola. Cada generació ha anat renovant la casa adaptant-la a les seves necessitats.